# 基本周波数

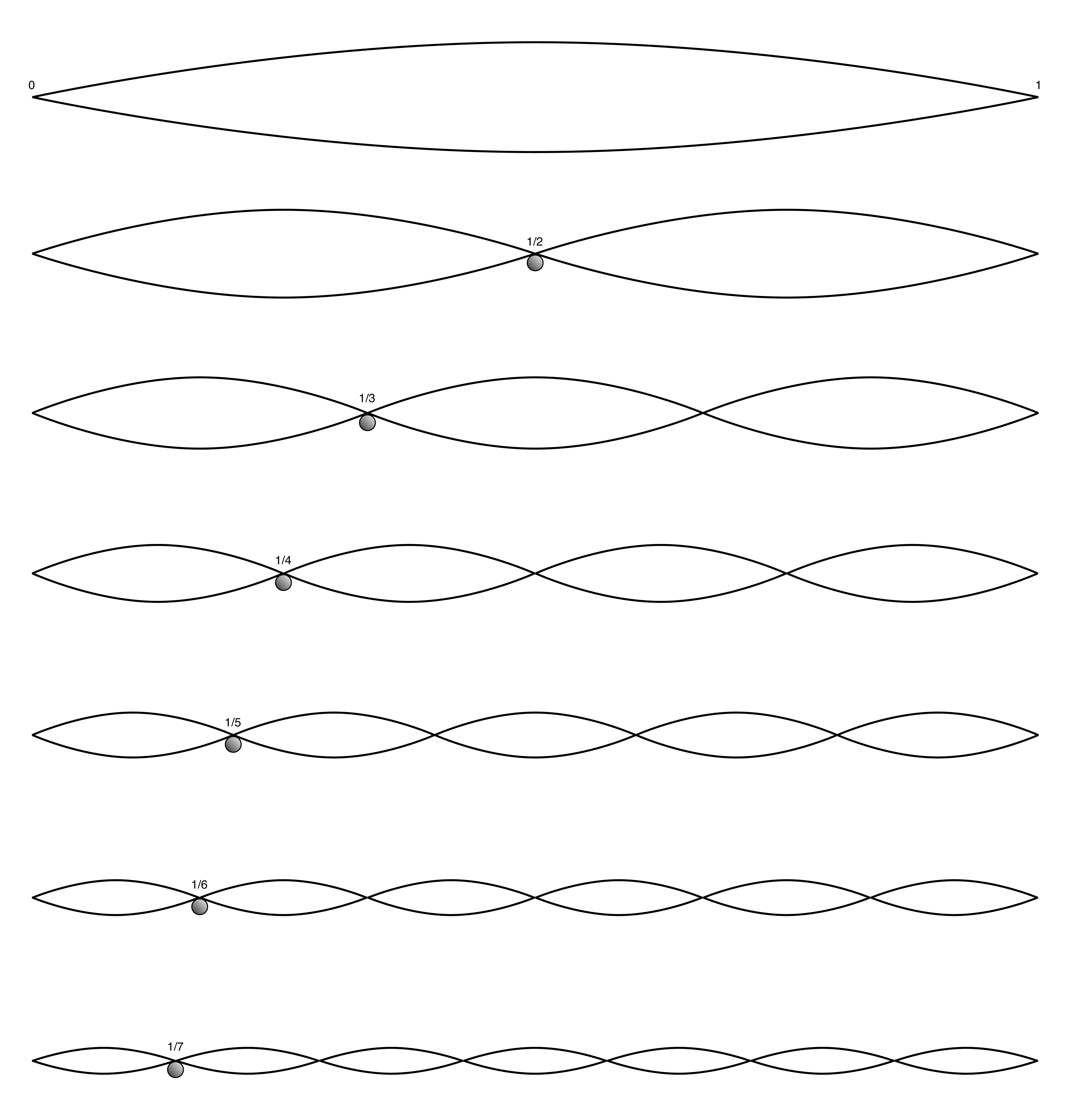
紐の振動運動と定常波。基本周波数と6倍音までの図

基本周波数（きほんしゅうはすう、英: fundamental frequency、{\displaystyle f_{o}}）は信号に含まれる最も低い周波数成分の周波数である。
音楽では基音の周波数が {\displaystyle f_{o}} であり楽音の音高（ピッチ）をほぼ規定する重要な役割を担っている。また、情報理論では、周期性のある信号の最小周期区間の繰り返し頻度を基本周波数と呼ぶ。

## 定義
周期が{\displaystyle T}（秒）である周期関数{\displaystyle f(t)}において、
{\displaystyle f_{0}={\frac {1}{T}}} (Hz)
とおくと、この周期関数は、
{\displaystyle f(t)={\frac {a_{0}}{2}}+\sum _{n=1}^{\infty }(a_{n}\cos 2\pi nf_{0}t+b_{n}\sin 2\pi nf_{0}t)}
とフーリエ級数展開することができる。（ {\displaystyle a_{0}}、{\displaystyle a_{n}}、{\displaystyle b_{n}} はフーリエ係数）
このとき、{\displaystyle f_{0}} を基本周波数とよび、{\displaystyle nf_{0}}（{\displaystyle n\geqq 2})の成分を高調波とよぶ。

## 楽器の基本周波数（基音）
楽器の基本周波数を求める例として、一方の端が閉じた管を考えたとき、次の方程式が成り立つ。なお、F は基本周波数、V は音速、L は管の長さである。
{\displaystyle F={\frac {V}{4L}}}
L を求めるには次の式を用いる。
{\displaystyle L={\frac {\lambda }{4}}}
λ（波長）を求めるには次の式を用いる。
{\displaystyle \lambda ={\frac {V}{F}}}
両端が開いた管の場合は、次のようになる。
{\displaystyle F={\frac {V}{2L}}}
L を求めるには次の式を用いる。
{\displaystyle L={\frac {\lambda }{2}}}
波長とは、周期の始点と終点の距離であるから、次の式で求められる。
{\displaystyle \lambda ={\frac {V}{F}}}
70°F(21.1℃) での空気中の音速は約 1130 ft/s（340 m/s）である。音速は気温によって変化し華氏で1°上がると 1.1 ft/s の割合で速くなる。あるいは摂氏で1°上がると 0.6 m/s の割合で速くなる。
音波の速度は気温によって異なり、
- 20℃で V = 343.7 m/s
- 0℃で V = 331.5 m/s

となる。

### ペダル・トーン
金管楽器では基音（基本周波数）のことをペダル・トーンという。通常の演奏では用いられないが、ペダル・トーンの演奏は特殊奏法として、また技能向上のトレーニングとして演奏される。

## 力学系の基本周波数
一方の端が固定され、もう一方の端に質量が付加された梁（ビーム）があるとき、これは1自由度振動を行う。動ける状態になると、この系は固有振動数で振動する。1自由度振動では系は単一の座標で表され、その固有振動数は質量と（梁の）硬さで決定される。角固有振動数 ωn は次の方程式で求められる。
ωn2 = k/m
ここで、
k = 梁の硬さ
m = 付加された質量
ωn = 角固有振動数（ラジアン/秒）
ƒn = 固有振動数（ヘルツ）
角振動数が分かれば、ωn を 2π で割れば、固有振動数 ƒn が得られる。角固有振動数を先に求めない場合、固有振動数は次のように直接求められる。
ƒn = (1/2π)((k/m)½)

## 基本周波数推定
基本周波数推定（英: fundamental frequency estimation）は信号の {\displaystyle f_{o}} を推定するタスクである。より広義な表現としてピッチ検出とも呼ばれる。
特に音声分析などの音響分野で重要なタスクであり、様々な推定法が提案されている。
- 時間領域
  - 自己相関法
  - YIN
  - pYIN
  - SWIPE
  - ゼロ交差法（Zero Cross）: 基本波フィルタリングで得られた基本波（~正弦波）のゼロ交差点周期を検出[3]
  - ピーク検出法（Peak-to-Peak）
  - DIO: ゼロ交差法とピーク検出法の組み合わせ。WORLDボコーダーで利用。
- 周波数領域
  - ケプストラム法[4]
- YAAPT
- CREPE[5]: 畳み込みニューラルネットワークを利用
- Harvest: WORLDボコーダーで利用